# Manfred Pfeiffer
Manfred Pfeiffer (* 9. Februar 1942) ist ein ehemaliger deutscher Fußballspieler. Der Verteidiger absolvierte bei Borussia Dortmund in der Fußball-Bundesliga sechs Ligaspiele und kam im DFB-Pokal zweimal zum Einsatz.

## Karriere
Als Amateur gehörte der 20-Jährige in der letzten Runde der alten erstklassigen Fußball-Oberliga West, 1962/63, dem Spielerkader der Borussen an, kam aber zu keinem Pflichtspieleinsatz. Pfeiffer spielte von 1963 bis 1968 als Ergänzungsspieler für Borussia Dortmund in der 1. Bundesliga. Dortmund erreichte in dieser Zeit meist einen der oberen Tabellenplätze. Pfeiffer bestritt jedoch insgesamt nur sechs Spiele in der Bundesliga. Beim Heimspiel am 11. April 1964 gegen den späteren Vizemeister Meidericher SV debütierte er bei einem 0:0 im Team von Trainer Hermann Eppenhoff. Er bildete vor Nationaltorhüter Hans Tilkowski zusammen mit Theo Redder das BVB-Verteidigerpaar.
In der Saison 1964/65 kam er zu seinen meisten Einsätzen als Lizenzspieler von Borussia Dortmund. In der zweiten Bundesligasaison 1964/65 belegte Borussia Dortmund den dritten Tabellenplatz und Pfeiffer hatte dazu in fünf Ligaspielen beigetragen. Er absolvierte die Spiele gegen den Hamburger SV (4:1), 1. FC Köln (3:3), Hannover 96 (0:2), Hertha BSC (6:3) und München 1860 (4:4). In dieser Runde war der Verteidiger auch noch international im Messepokal in zwei Spielen gegen Girondins Bordeaux (4:1, 0:2) und beim Rückspiel gegen Manchester United (0:4) aktiv gewesen. Dortmund gewann am 22. Mai 1965 in Hannover mit einem 2:0 gegen Alemannia Aachen den DFB-Pokal. Da war Pfeiffer in der ersten Pokalhauptrunde am 16. Januar 1965, bei einem 1:0-Auswärtserfolg gegen Preußen Münster, als Verteidiger zu einem Einsatz gekommen. Vor Torhüter Bernhard Wessel bildete er zusammen mit Theo Redder, Dieter Kurrat, Wolfgang Paul und Wilhelm Sturm als linker Verteidiger die Defensive des BVB.
Als Dortmund unter dem neuen Trainer Willi Multhaup 1965/66 die Vizemeisterschaft erreichte, konnte er sich gegen die Konkurrenz mit Gerhard Cyliax, Lothar Geisler, Friedhelm Groppe und Theo Redder nicht mehr behaupten und bestritt kein weiteres Bundesligaspiel mehr.
Am 2. Januar 1966 war er beim Pokalqualifikationsspiel gegen den FC Bayern München vor 30.000 Zuschauern an der Grünwalder Straße bei einer 0:2-Niederlage wiederum als Verteidiger letztmals als Lizenzspieler für Borussia Dortmund aufgelaufen. Die Dortmunder Abwehr mit Torhüter Hans Tilkowski, dem Verteidigerpaar Redder-Pfeiffer und der Läuferreihe Kurrat, Paul und Geisler konnte die Tore der Münchner Angreifer Rainer Ohlhauser und Gerd Müller nicht verhindern. In der Bundesliga, die Borussen wurden Vizemeister, wie auch beim Erfolg im Europapokal der Pokalsieger, kam er dagegen nicht mehr zum Einsatz.

## Erfolge

### National
- DFB-Pokalsieger: 1965
- Deutscher Vize-Meister: 1966